# Чеховська рушниця
Чеховська рушниця (рос. Чеховское ружьё) — принцип драматургії, згідно з яким кожна деталь розповіді повинна бути необхідною, а несуттєві елементи мають бути вирізані; в історії не повинні з'являтись елементи, які вводять в оману аудиторію тим, що не грають ніякої ролі в подальшому сюжеті. Цей принцип Антон Чехов часто повторював, починаючи з 1889 року, з деякими варіаціями.
Ернест Хемінгуей «висміяв» принцип в своєму ессе «The Art of the Short Story», навівши приклад двох персонажів його оповідання «П'ятдесят тисяч», з якими він спершу знайомить читата, а потім ніколи про них не згадує. Хемінгуей цінував несуттєві деталі, проте визнавав, що читачі неминуче шукатимуть у них символізм та приховані значення. Письменниця Андреа Філліпс вважає, що надавання однієї ролі для кожної деталі робить твір передбачуваним і «безбарвним».

## Варіації
- «Не можна ставити на сцені заряджену рушницю, якщо ніхто не має на меті вистрілити з неї. Не можна обіцяти» — писав Чехов в листі до Олександра Семеновича Лазарева 1 листопада 1889 року[5][6][7]. Під «рушницею» Чехов мав на увазі монолог з водевіля Лазарева, критикуючи його зайвість та непов'язаність з рештою п'єси.
- «Видаляйте все, що не має відношення до історії. Якщо в першому розділі ви говорите, що на стіні висить рушниця, то в другій або третій главі вона неодмінно повинна вистрілити. Якщо цього не станеться, вона не повинна там висіти» — Сергій Щукін, Мемуари, 1911 рік[2][8].
- «Якщо в першій дії ви повісили на стіну пістолет, то в наступній треба з нього вистрілити. Інакше не кладіть його туди» — уривок з тексту «Спогади про А. П. Чехова» Іллі Гурлянда в журналі «Театр и искусство» 1904 р. № 28, 11 липня, с. 521[9].